# Stockholms glasbruk

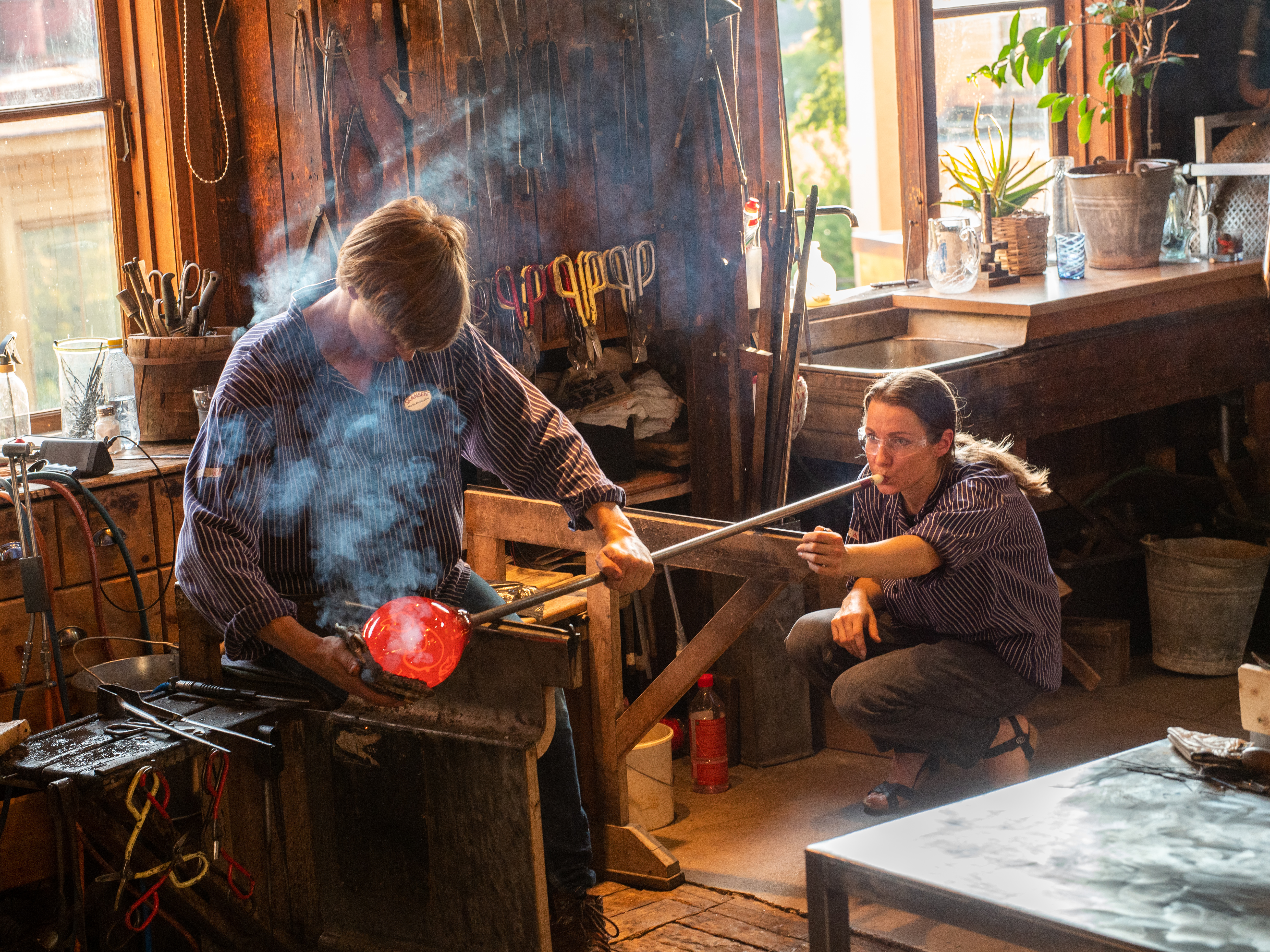
Aleksandra och Martin Ehrensvärd på Stockholms glasbruk på Skansen, december 2020.

Stockholms glasbruk är ett glasbruk som uppfördes på Skansen i Stockholm 1936. Verksamheten startades redan 1933, men låg då i en källarlokal vid Södermalmstorg. Gamla ritningar av ett glasbruk i Johannisholm (Venjans socken i Dalarna) från slutet av 1700-talet har stått som modell för glashyttan. Glasbruket byggdes på Skansen 1936 för att visa glasblåsning för publik.
På glasbruket kan man se glasblåsarna tillverka unika glasföremål och köpa med sig glas hem, bland annat bruksglas, prydnadsglas och konstglas. En utställnings- och försäljningslokal ligger vägg i vägg med glasblåsningen. Glashyttan gör även beställningsarbeten och det speciella Skansenglaset, som är krackelerat. Det har tillverkats sedan 1933.

## Historik
I en källarlokal vid Södermalms torg vid Slussen startade man verksamheten med glasblåsning redan 1933. AB Stockholms Glasbruk stod klart 1936. De ansvariga för Skansens stadskvarter började 1930 att leta efter en hytta från 1700- eller 1800-talet att foga till stadskvarteren. Men man kunde inte finna någon passade byggnad och därför gjorde man, som ovan nämnts, en rekonstruktion från äldre glashyttor i Småland och med hjälp av ritningar från Johannisholms hytta i Venjans socken i Dalarna. 
De senaste åren har glasindustrin i Sverige minskat kraftigt. Sverige var tidigare en stor glasnation, men nu tillverkas mycket bruksglas i andra länder, men i liten skala tillverkas ännu svenskt glas. Hantverket lever vidare i Stockholms glasbruk, som är ett av de få som tillverkar svenskt glas.
Åren 1933–1980 drevs Stockholms glasbruk av fabrikör Ture Berglund och hans hustru Lily. Därefter tog dottern Marianne och maken Göran Hammar över driften och efter några år blev det dags för dotterdottern Karin Hammar att föra traditionen vidare. Sedan den 1 juli 2020 har Stockholms glasbruk nya ägare och verksamheten drivs vidare av glaskonstnärerna Martin Ehrensvärd och Aleksandra Ehrensvärd (Pavlenkova). De blåser glas i hyttan med nya kunskaper och nya tekniker.

## Galleri

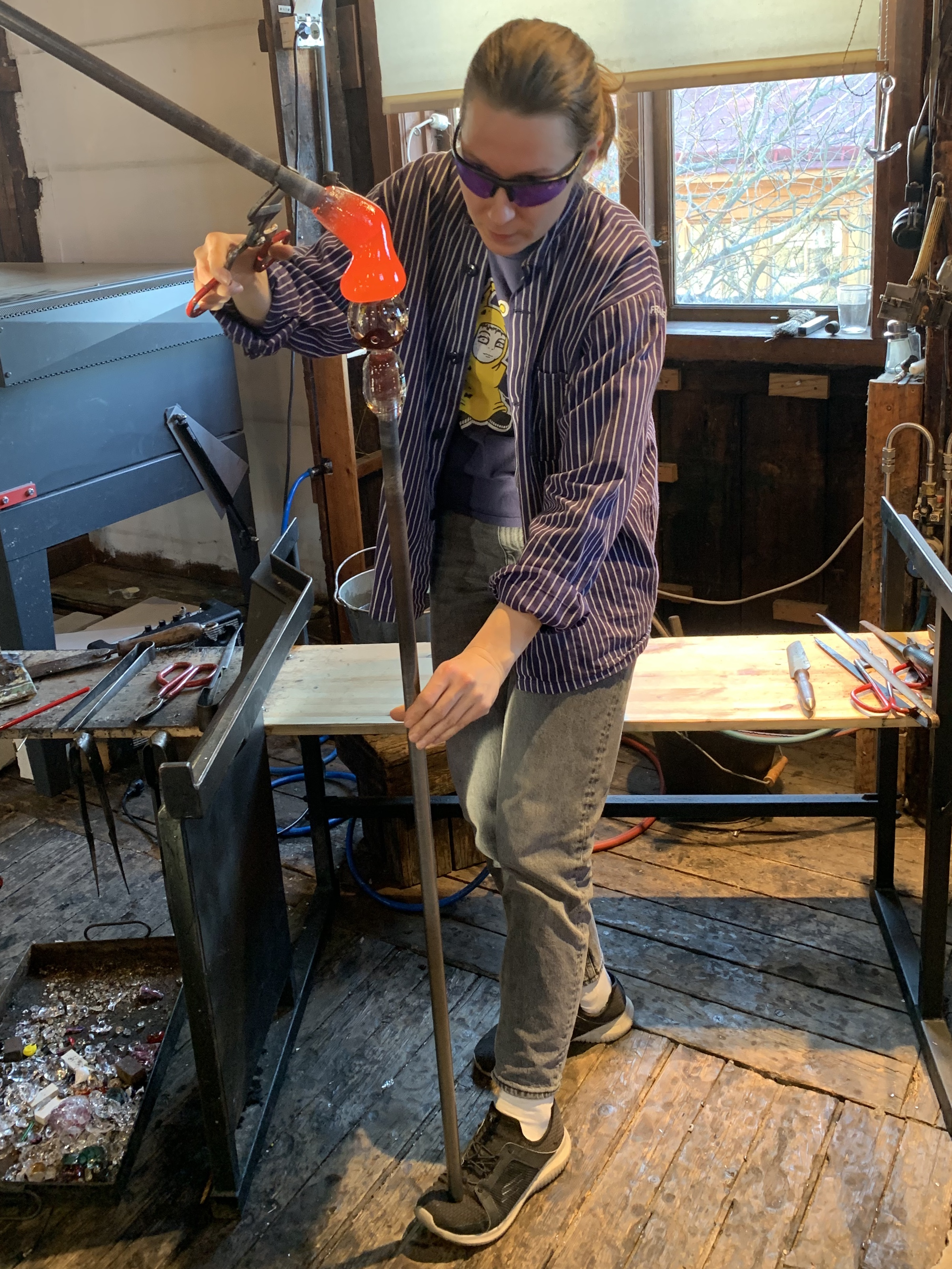
Aleksandra Ehrensvärd på Stockholms glasbruk.
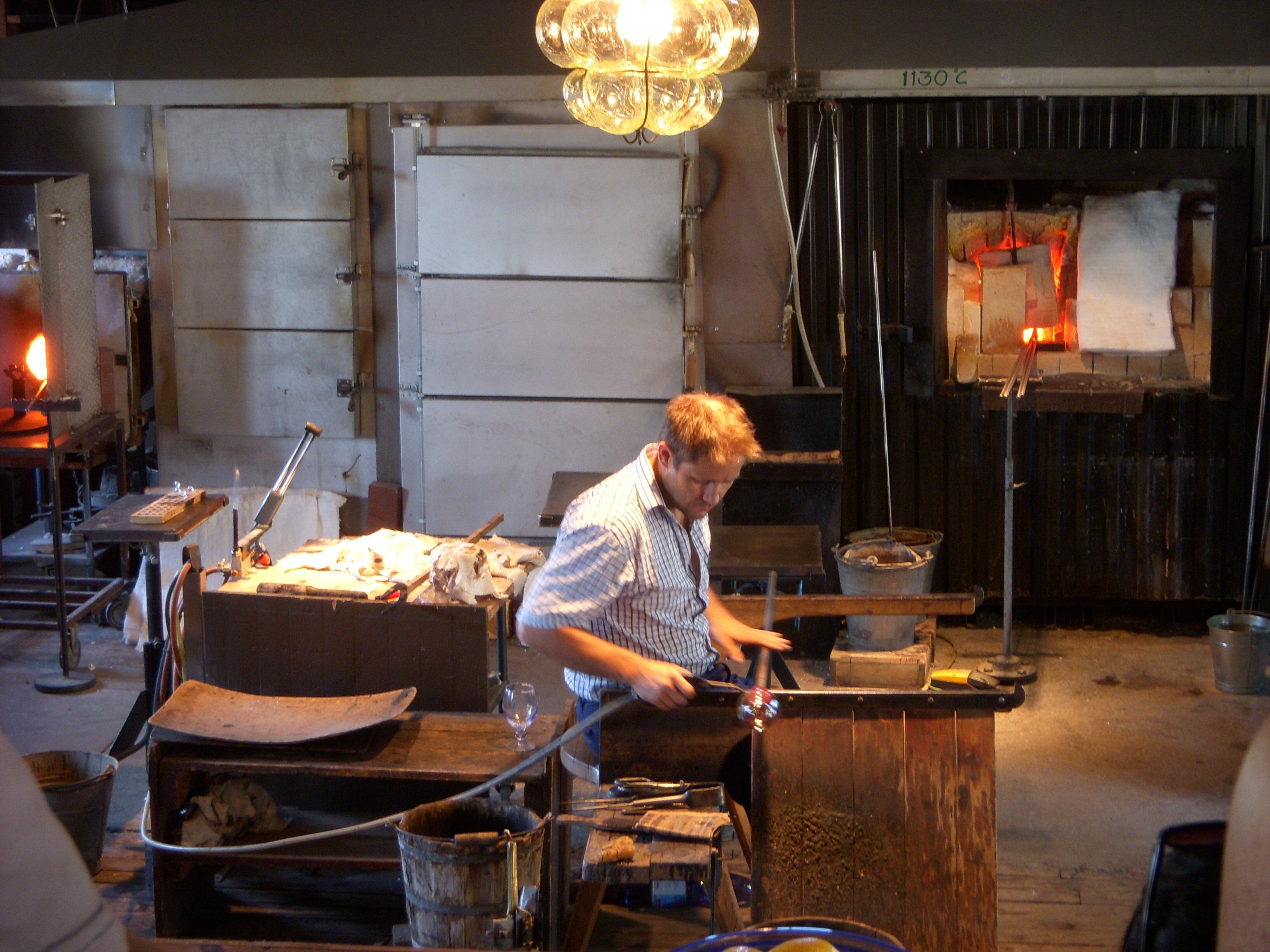
Arbete i glashyttan.
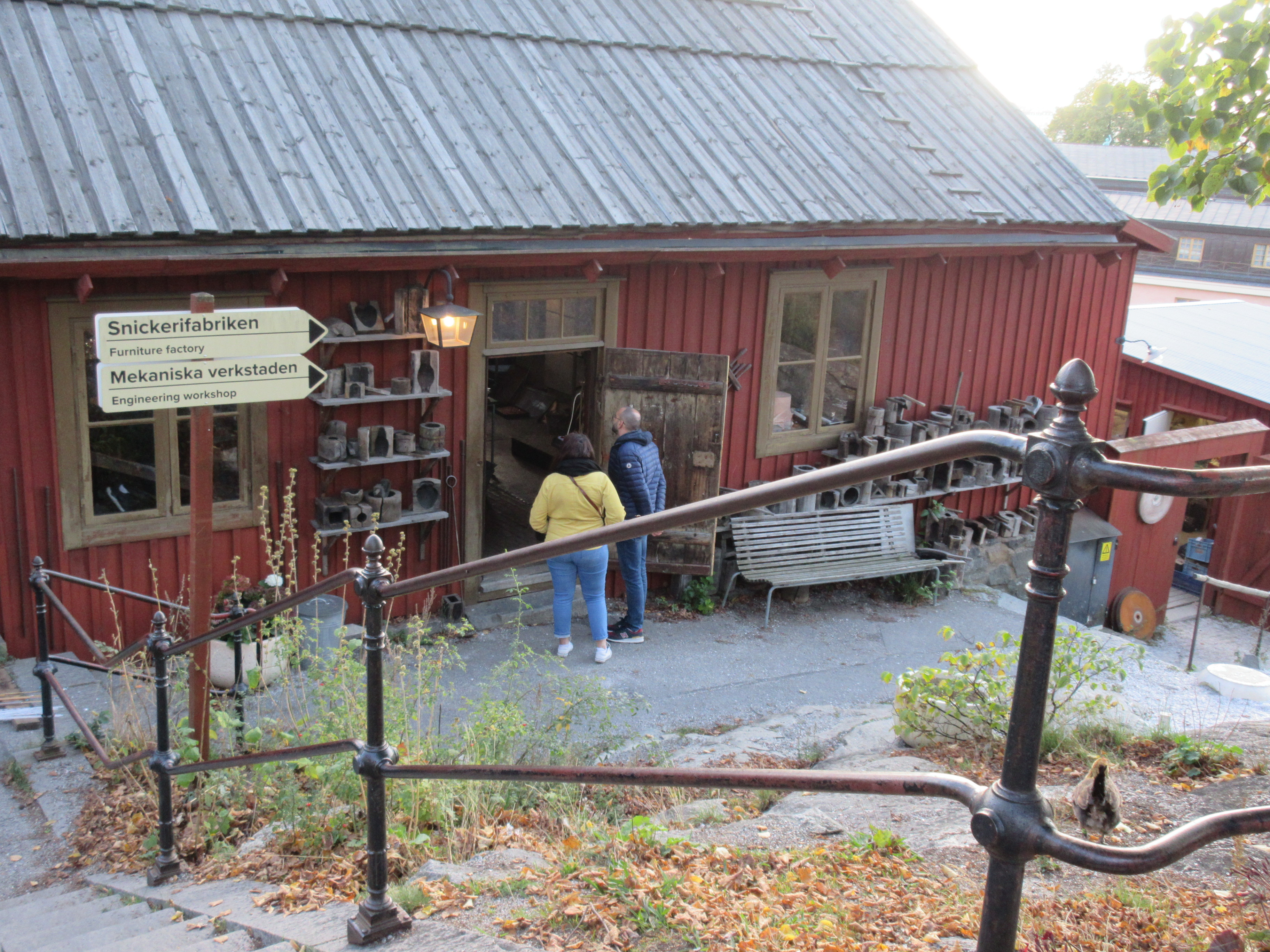
Entrén till glashyttan.
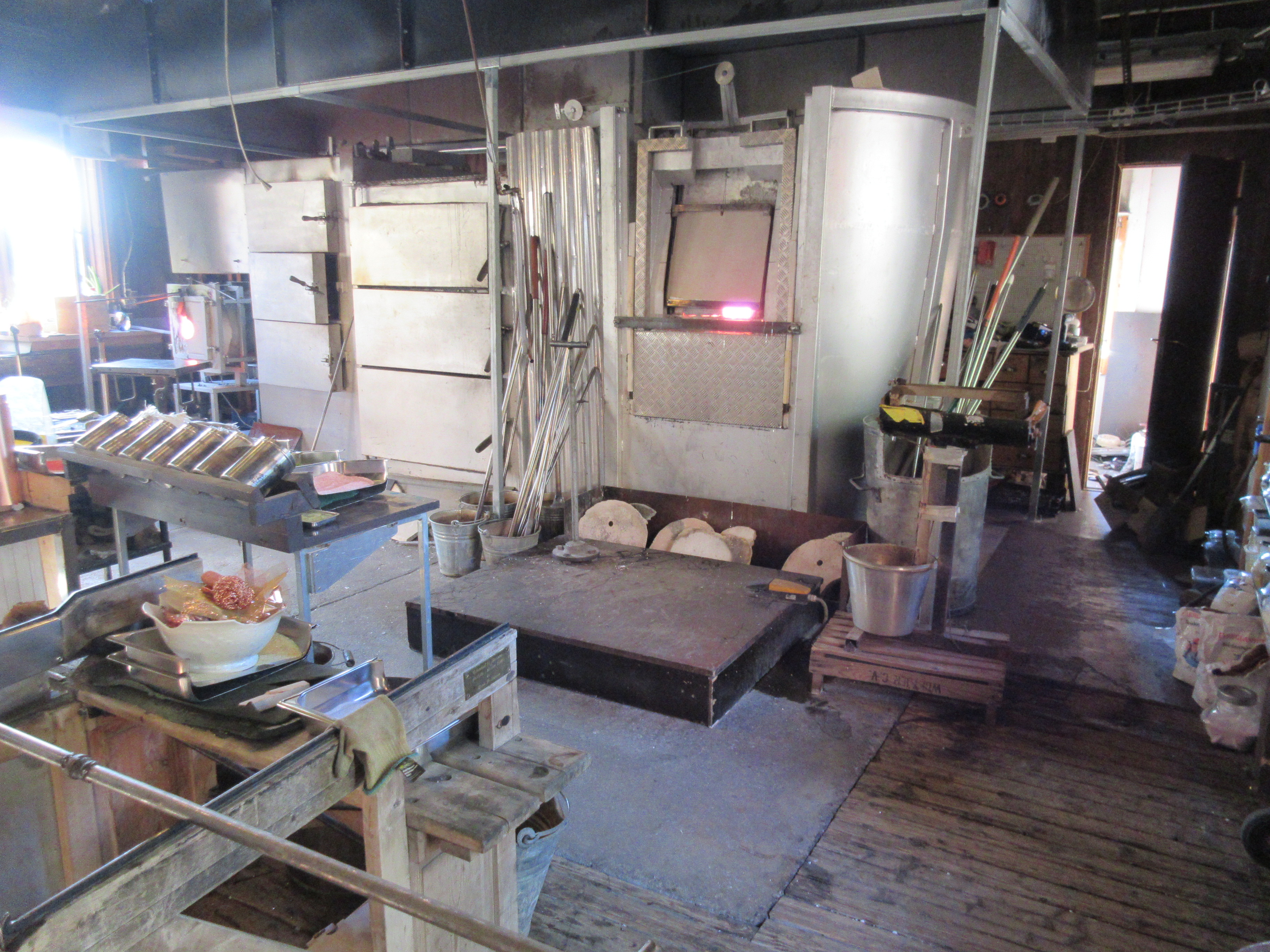
Interiör i glashyttan.
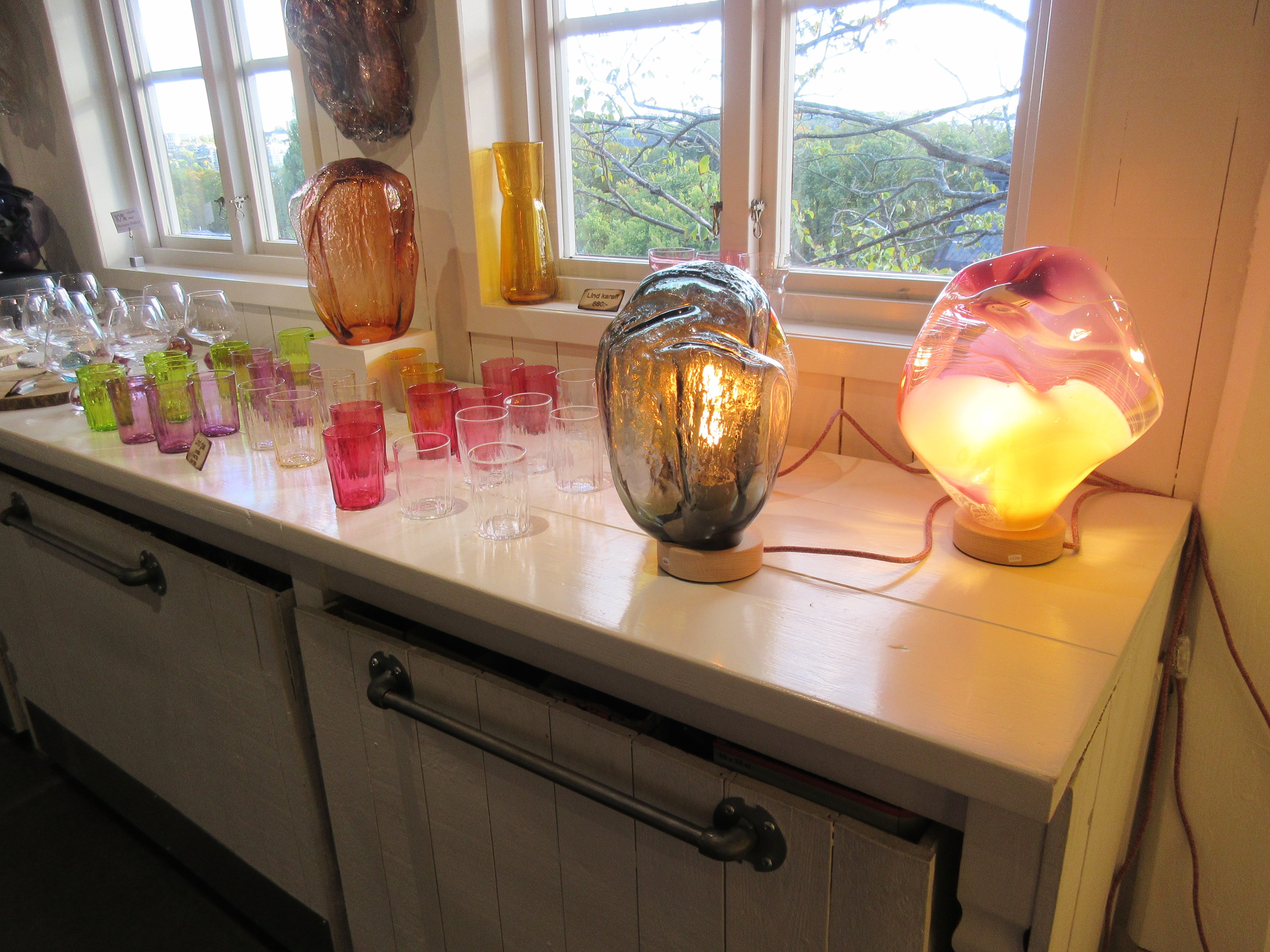
Bruksglas till försäljning.
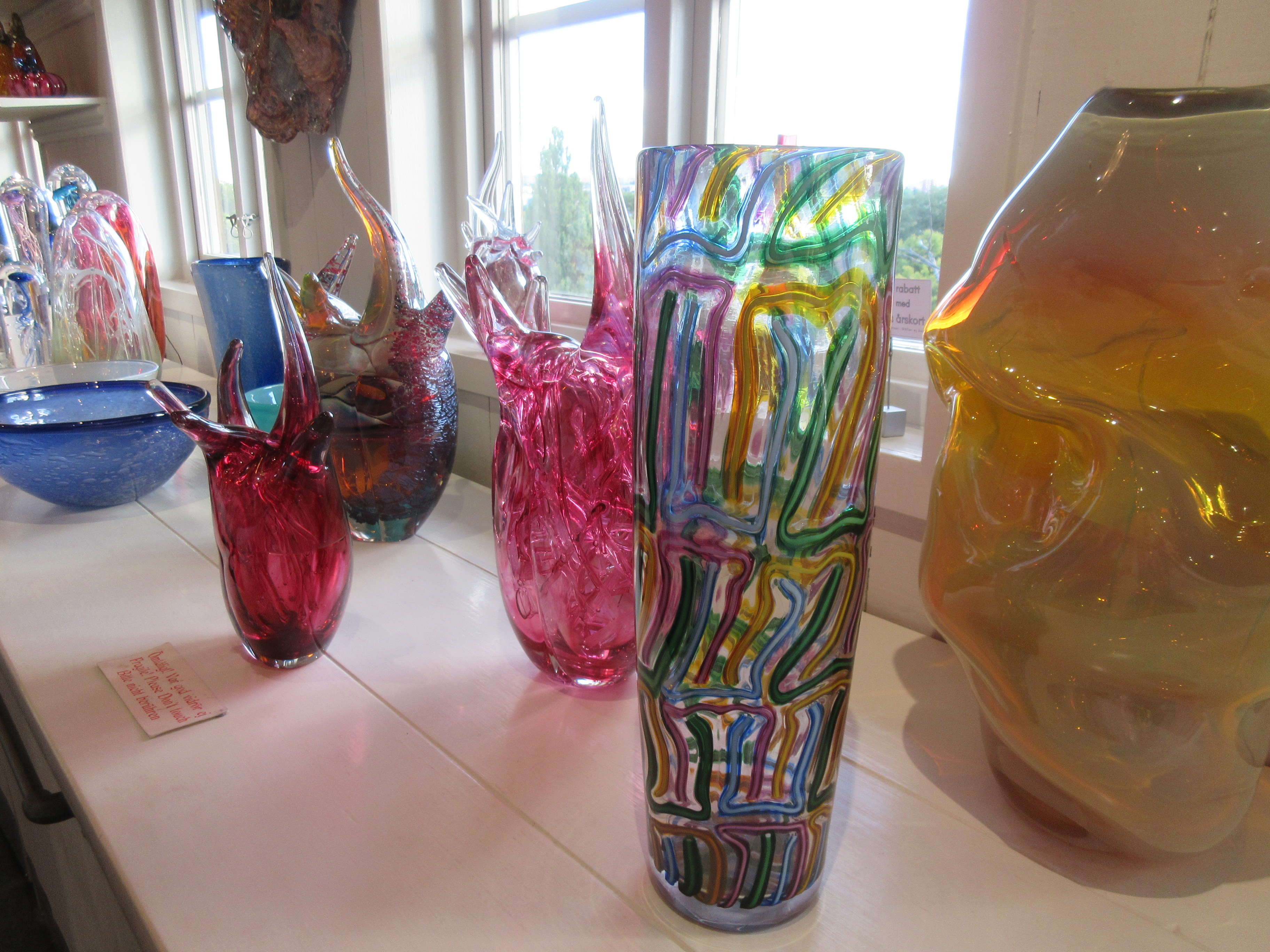
Vaser till försäljning.
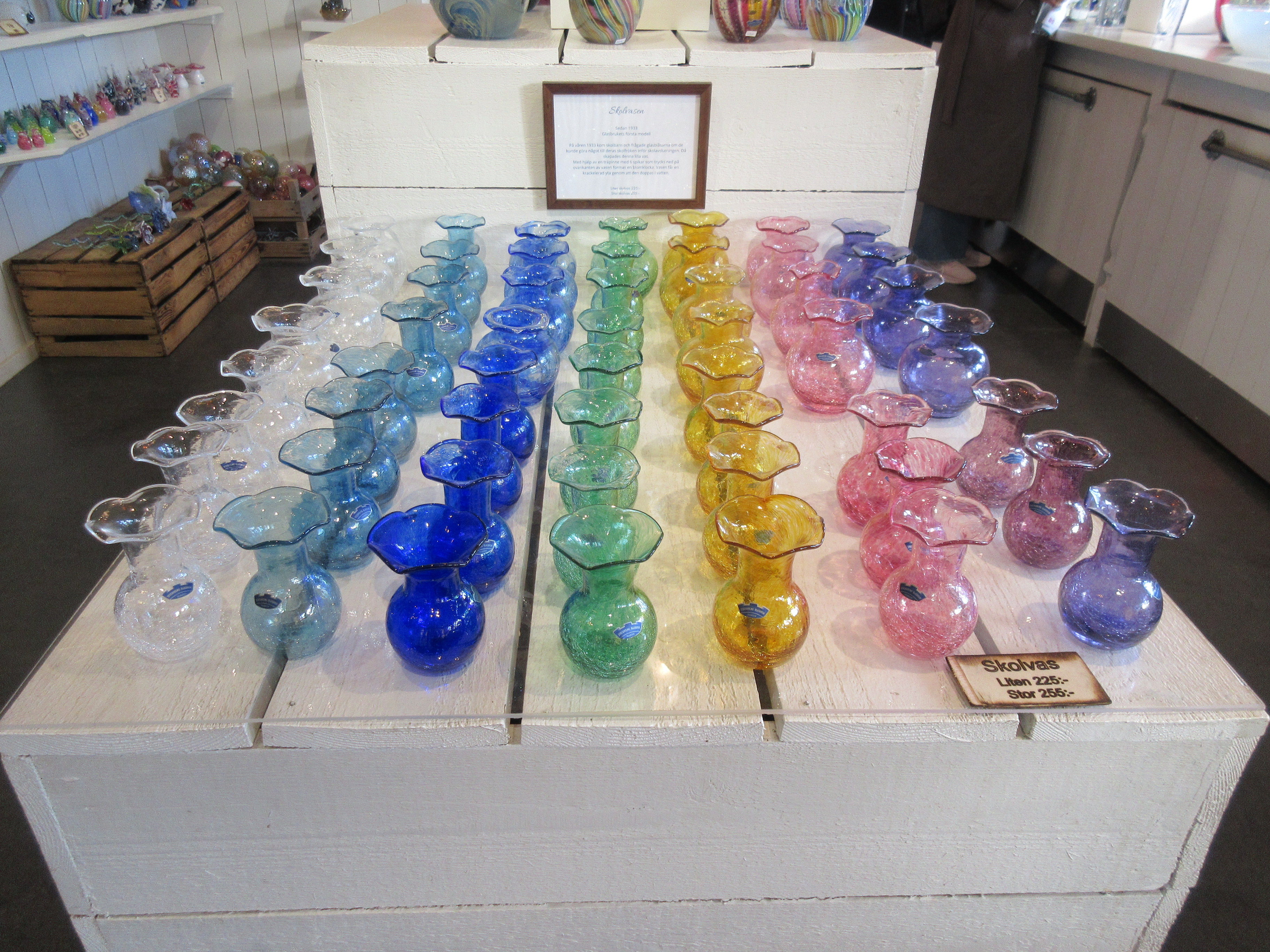
"Skolvasen", sedan 1933, glasbrukets första modell.
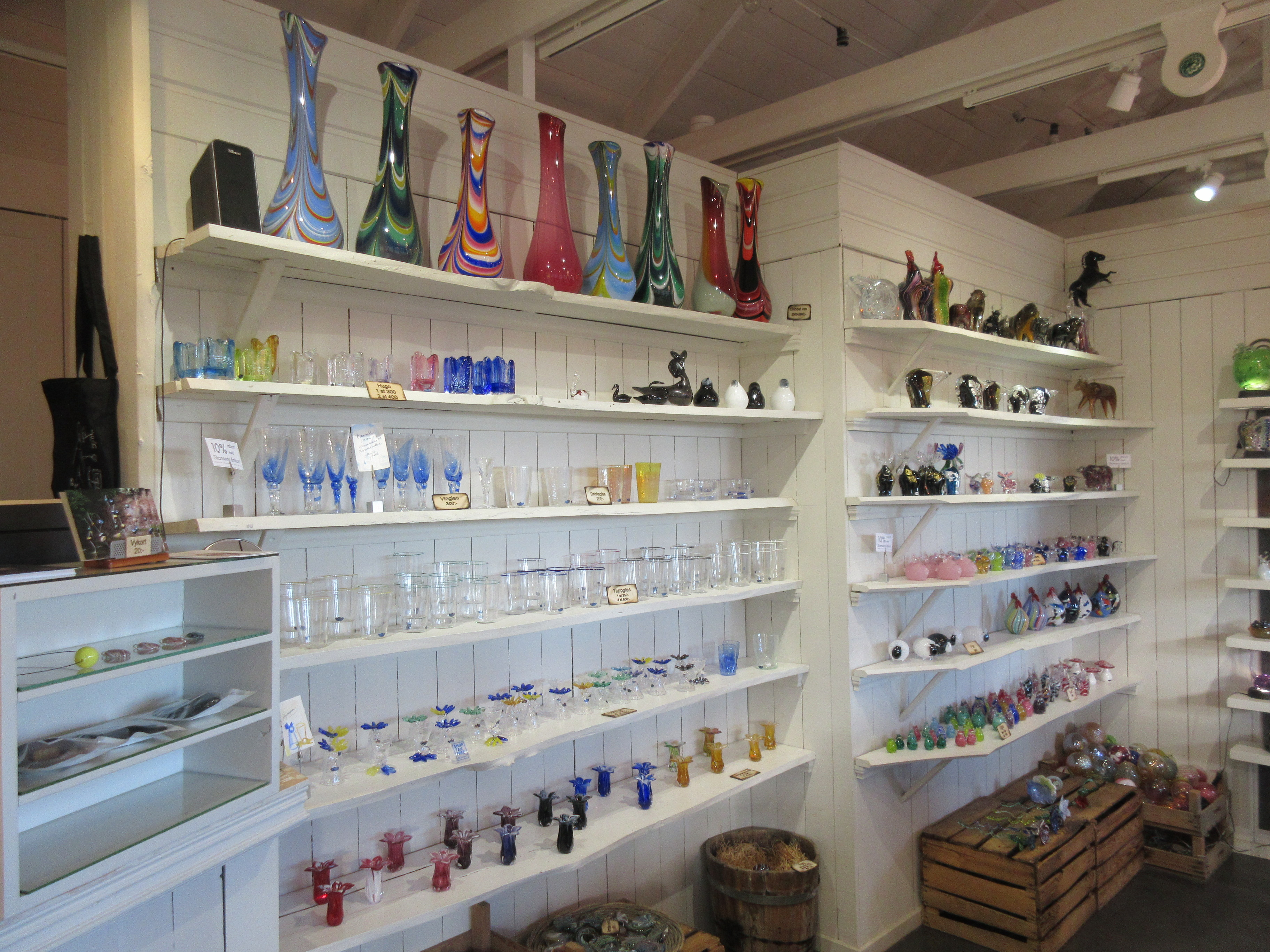
Hyllor med bruksglas till försäljning.